# Telesphoros (Mythologie)
Telesphoros (altgriechisch Τελεσφόρος Telesphóros, latinisiert Telesphorus, „der Vollender“) ist der Name einer Heilgottheit, die in der griechischen Mythologie zusammen mit Asklepios und Hygieia eine Triade (Dreiheit) bildet und auch in der keltischen Mythologie vorkommt.

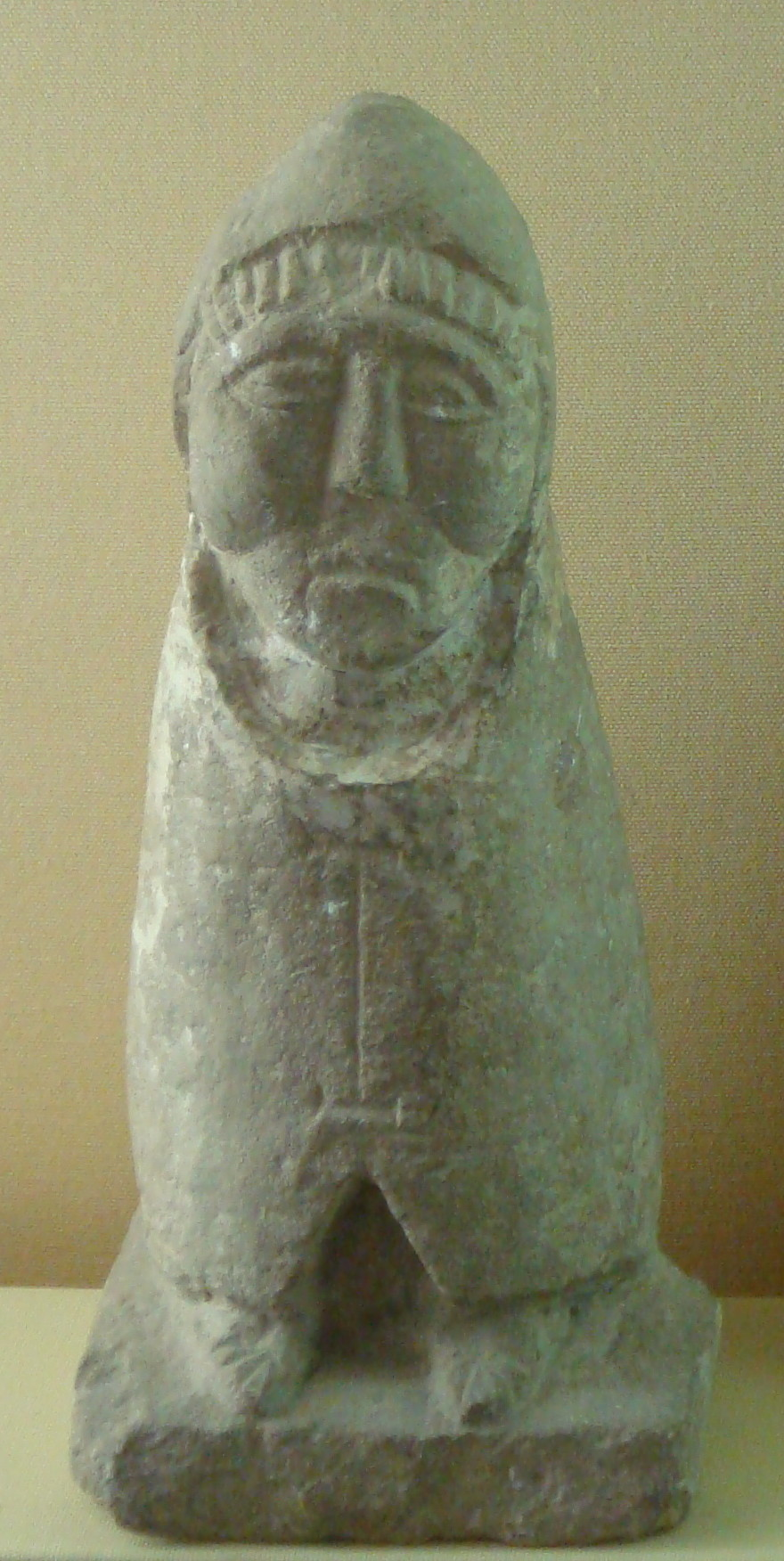
Telesphoros von Moulézan (gefunden 1884), heute im Musée Archéologique de Nîmes

## Mythologie
Telesphoros, der bei den Griechen relativ spät – in der Zeit um 100 n. Chr. – zu göttlichen Ehren kam, nahm von Pergamon oder Epidauros – der wichtigsten Kultstätte für Asklepios – aus seinen Weg durch das ganze römische Imperium. Ein Ursprung aus mythischen Wurzeln Griechenlands ist nicht belegbar, obwohl er manchmal als Sohn des Asklepios bezeichnet wird; deshalb wird häufig angenommen, dass er durch die Galater im 3. Jahrhundert v. Chr. aus der keltischen Mythologie Galliens nach Galatien in Kleinasien kam. Dabei wird er mit den Genii cucullati, den kleinen gallischen Kapuzendämonen in Verbindung gebracht. Beide Gottheiten werden mit dem keltischen Cucullus, dem Kapuzenmantel, dargestellt. Der Historiker Rudolf Egger nimmt an, der jugendliche Heilgott Telesphoros sei eine gemeinkeltische Götter- oder Dämonengestalt. Auch das Eindringen in den griechischen Kulturraum beschreibt er wie oben angeführt.